# Missions de Ryūkyū à Edo

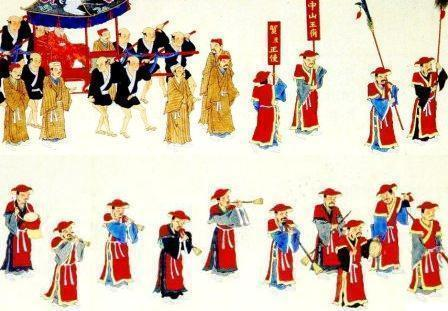
La mission de 1710 est une des plus importantes. Sur ce rouleau, un artiste japonais représente les gardes de Ryūkyū et un orchestre escortant l'ambassadeur et ses assistants dans Edo.

Au cours de l'époque d'Edo du Japon, le nombre des missions du royaume de Ryūkyū à Edo 琉球江戸上り (ryūkyū edo nobori, littéralement « la montée de Ryūkyū à Edo »), la capitale du Japon des Tokugawa, se monte à dix-huit. Le modèle unique de ces échanges diplomatiques évolue à partir des modèles établis par les Chinois, mais sans dénoter une relation prédéterminée à la Chine ou à l'ordre du monde chinois. Le royaume devient un vassal du domaine féodal japonais (han) de Satsuma à la suite de l'invasion de Ryūkyū par Satsuma en 1609, et en tant que tel doit payer un tribut au shogunat. Les missions sont également une grande source de prestige pour Satsuma, seul han à se prévaloir d'une politique étrangère, qui plus est d'un royaume, comme son vassal.

## Évolution des relations

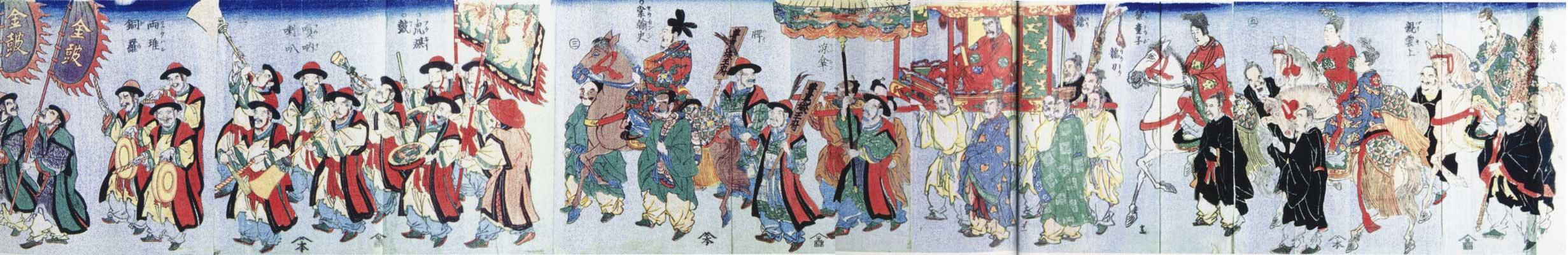
La mission Ryūkyū de 1832.

Des princes ou des fonctionnaires de haut rang dans le gouvernement royal servent comme envoyés en chef et sont accompagnés par des marchands, des artisans, des universitaires et d'autres responsables gouvernementaux comme ils partent d'abord par la mer au Ryūkyū-kan (琉球館) de Kagoshima, une institution qui remplit un rôle similaire à celui de consulat pour le royaume de Ryūkyū, puis par voie terrestre jusqu'à Edo. Les missions se déplacent dans le cadre des missions régulières de Satsuma à Edo selon le système sankin kōtai. Les envoyés de Ryūkyū sont considérablement dépassés en nombre par les émissaires japonais et l'entourage de Satsuma, et sont logés dans les résidences du clan Shimazu pendant leur séjour à Edo. Même ainsi, ils sont encore considérés comme des missions diplomatiques d'un pays étranger. Cela se reflète dans la réception des ambassadeurs à Edo, dans les rituels et les réunions associées. Le royaume de Ryūkyū est cependant considéré comme étant très bas dans la hiérarchie des pays étrangers dans la vision du monde du shogunat. Tandis que les ambassades Ryūkyūn sont en parallèle de plusieurs manières avec celles de la dynastie Joseon de Corée à la même époque, différents aspects de la réception des ambassadeurs des îles Ryūkyū reflètent leur statut inférieur aux yeux du shogunat. Comme les envoyés de Corée et des Ryūkyū ne sont pas les égaux du shogun, des intermédiaires représentent le shogunat aux réunions avec les ambassadeurs. Alors que des émissaires coréens rencontrent des membres de différentes familles de haut rang (les kōke), les envoyés des Ryūkyū sont reçus par un maître de cérémonie de rang inférieur, le sōshaban.
La nature et la composition de ces missions des îles Ryūkyū à Edo évoluent au fil du temps. Les plus anciennes ambassades des Ryūkyū sont reçues à Kyoto en 1451 (ère Hōtoku 3, 7e mois). La mention de cet événement diplomatique est une des premières de ce type à être publiées en Occident en 1832, dans une version en français du Sangoku Tsūran Zusetsu (三国通覧図説, An Illustrated Description of Three Countries) par Hayashi Shihei. Le caractère essentiel de ces expéditions diplomatiques reflète les ambassades des Ryūkyū auprès de la cour des Qing à Beijing. La meilleure description de ces ambassades se trouve dans le Tsūkō ichiran, compilé par Hayashi Akira en 1853. Les modifications japonaises des concepts et modèles bien établis des relations étrangères de la Chine impériale évoluent au fur et à mesure que les conditions changent.
Chaque mission est envoyée soit pour féliciter un nouveau shogun pour sa succession ou dans le cadre de l'avènement d'un nouveau roi sur le trône des Ryūkyū. Dans ce dernier cas, l'approbation et la reconnaissance officielle du nouveau roi sont officiellement demandées à la fois au clan Shimazu seigneurs de Satsuma et au shogunat, mais la demande est essentiellement simplement une question de rituel, et aucune n'a jamais été repoussée.
D'importants efforts sont faits pour souligner l'étrangeté des costumes, de la langue, des coutumes et de l'art du royaume de Ryūkyū, en mettant l'accent sur la gloire et la puissance du clan Shimazu du domaine de Satsuma, seuls daimyo (seigneurs féodaux) au Japon à bénéficier de l'allégeance d'un royaume étranger. Les missions servent à l'occasion une fonction similaire pour le shogunat et participent à créer l'image que le pouvoir et l'influence du shogun se prolongent à l'étranger. Tokugawa Iemitsu, troisième shogun Tokugawa, demande qu'une ambassade soit envoyée de Ryūkyū en 1634, comme son prédécesseur Tokugawa Hidetada l'a fait avec une ambassade coréenne en 1617, afin de montrer à la cour impériale et au daimyō le pouvoir du shogun.

## Impact culturel
De nombreuses impressions sur bois et peintures des costumes et bannières exotiques et richement colorés de la délégation des Ryūkyū sont produites, achetées et vendues aussi bien par les gens du peuple que par les samouraï.

## Chronologie des missions

### 1609–1611

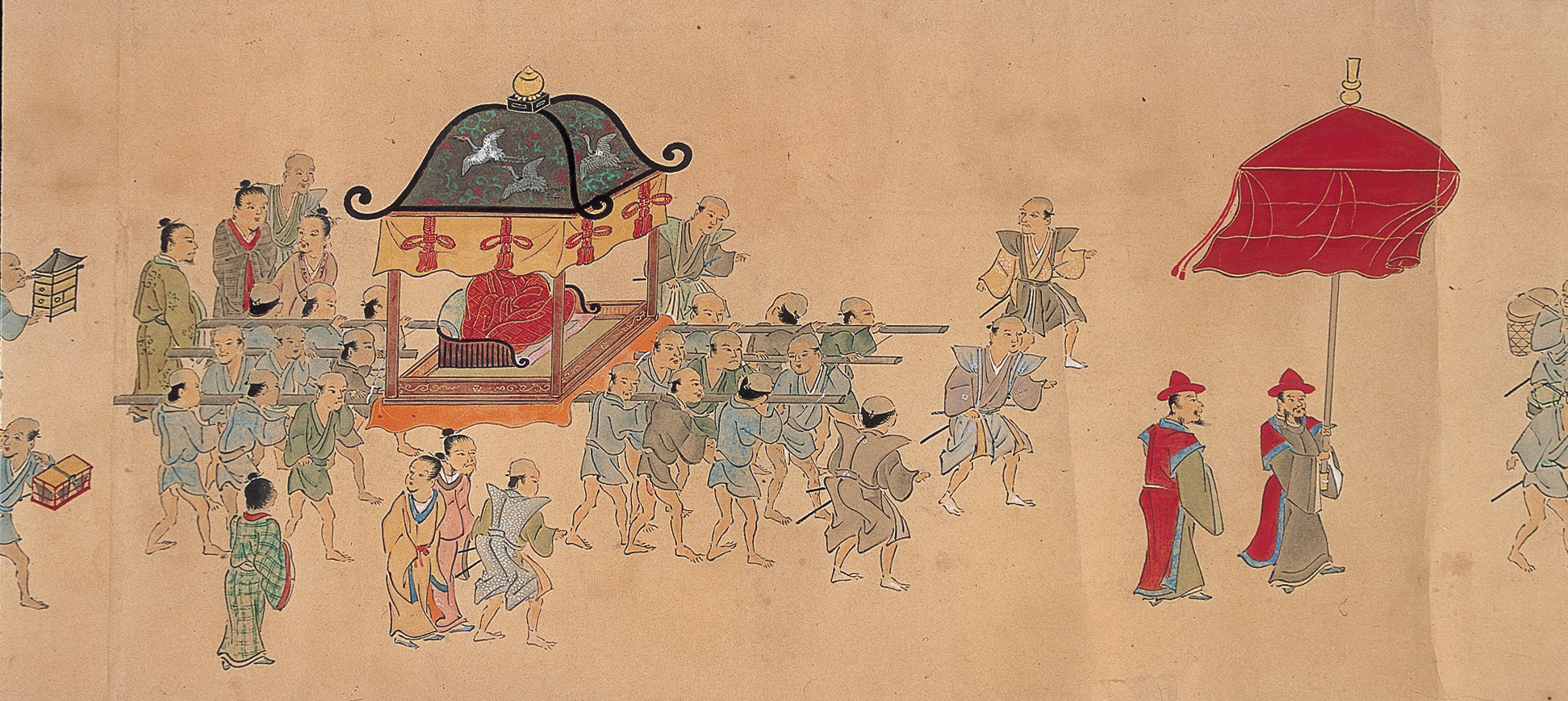
Première mission Ryukyuan à Edo.

Le royaume de Ryūkyū est envahi par les forces du domaine de Satsuma au cours de la 12e année de l'ère Keichō (1609). Le roi Shō Nei et un certain nombre de conseillers royaux et de représentants du gouvernement sont ramenés à Kagoshima puis au château de Sunpu où ils rencontrent Tokugawa Ieyasu, le shogun retiré. La délégation continue vers le Nord en direction d'Edo pour une audience solennelle de la cour shogunale de Tokugawa Hidetada. De retour à Kagoshima, le roi et les fonctionnaires sont tenus de signer des serments de fidélité à Satsuma. Des sources secondaires, à savoir des livres d'histoire, comptent souvent cette ambassade comme la première mission d'hommage.

### 1629
Aucune mission formelle d'hommage/diplomatique n'est envoyée cette année, mais trois hauts fonctionnaires du gouvernement Ryūkyū se rendent à Edo pour se présenter au shogun Tokugawa Iemitsu.

### 1649
Le prince Gushikawa Chōei emmène la mission de 1649.　Chōei est le septième fils de Shō Kyū, fils du roi Shō Gen (r. 1556–72).

### 1682
Le prince Nago est à la tête d'un mission en 1682 pour féliciter le shogun Tokugawa Tsunayoshi de sa succession. Il est le seul des membres de la mission à être reçu en audience par le shogun; par contre, les représentants coréens reçus quelques mois plus tard comptent trois ambassadeurs et environ sept aides et des pages. C'est l'une des nombreuses différences observées dans la réception des ambassades coréennes et des îles Ryūkyū, reflet des différents niveaux de statut des deux pays selon le point de vue des Japonais.
La réception en l'honneur du prince Nago est suivie par les daimyo au-dessous du quatrième rang de cour; un grand nombre de seigneurs samouraï, mais d'un rang relativement peu élevé. En présentant les salutations officielles au nom du roi Shō Tei, il s'incline neuf fois « sur le quatrième tapis en dessous des États inférieurs [et] se retire » puis présente des hommages pour son propre compte à partir de la véranda. Cela, aussi, reflète un statut inférieur à celui des ambassadeurs coréens qui ne font que quatre révérences et demi à partir du deuxième tapis en dessous de la phase intermédiaire. L'historien Ronald Toby,
pour souligner le contraste de traitement des deux ambassades, ajoute également que les délégués des Ryūkyū ne se voient pas offrir de grand banquet comme les Coréens en ont eu, ni qu'ils sont salués par le rōjū (Conseil des Sages; principaux conseillers shogunaux) quand ils quittent Edo pour rentrer chez eux comme l'ont été les envoyés coréens.

### 1710
La mission à Edo compte 168 envoyés de Ryūkyū, dépassant de loin la taille de toutes les missions précédentes. Cette situation reflète en grande partie la prospérité relative du royaume sous la direction du conseiller royal Sai On.

### 1714
Plus grande mission de l'histoire des voyages à Edo, dirigée par les princes Yonagusuku et Kin. Tei Junsoku, érudit confucéen et influent réformateur pédagogue, accompagne la mission en tant que Chef de la correspondance. Tei rencontre les érudits confucéens japonais Arai Hakuseki, Ogyū Sorai et Dazai Shundai. Hakuseki rédige plus tard une histoire du royaume des Ryūkyū intitulée Histoire des îles du Sud (南島史, Nantō-shi), à partir de discussions avec Tei Junsoku et d'autres lettrés rencontrés au cours de cette mission; Pareillement, Shundai inclut des passages consacrés aux îles Ryūkyū dans son Economic Record (経済録, Keizai roku).
Les discussions entre les émissaires des Ryūkyū et leurs homologues japonais concernent en partie les problèmes rencontrés par le royaume de Ryūkyū. Les politiques économiques mises en place dans les années qui suivent sont calquées sur les politiques japonaises récentes mises en œuvre sous le shogun Tokugawa Tsunayoshi. L'influence de cette mission de 1714 est particulièrement forte pour attirer l'attention du shogunat sur les affaires du royaume de Ryūkyū.

### 1748–1752
Une ambassade des îles Ryūkyū arrive au Japon au cours de la première année de l'ère Kan'en (1648), et une autre ambassade arrive la deuxième année de l'ère Hōreki (1752).

### 1764
Le roi des îles Ryūkyū envoie un ambassadeur à la cour de l'impératrice Go-Sakuramachi au cours de la première année de l'ère Meiwa (1764); et des présentations de la musique des Ryūkyū font partie des cadeaux présentés par l'ambassadeur du royaume de Ryūkyū.

## Table des missions
| Année | Type de mission          | Shogun              | Roi de Ryūkyū | Émissaire principal              | Nombre de participants entourage |
| ----- | ------------------------ | ------------------- | ------------- | -------------------------------- | -------------------------------- |
| 1634  | Félicitation & Gratitude | Tokugawa Iemitsu    | Shō Hō        | Princes Tamagusuku, Kin, Sashiki | Inconnu                          |
| 1644  | Félicitation & Gratitude | Tokugawa Iemitsu    | Shō Ken       | Princes Kin, Kunigami            | 70                               |
| 1649  | Gratitude                | Tokugawa Iemitsu    | Shō Shitsu    | Prince Gushikawa Chōei           | 63                               |
| 1653  | Félicitation             | Tokugawa Ietsuna    | Shō Shitsu    | Prince Kunigami                  | 71                               |
| 1671  | Gratitude                | Tokugawa Ietsuna    | Shō Tei       | Prince Kin                       | 74                               |
| 1682  | Félicitation             | Tokugawa Tsunayoshi | Shō Tei       | Prince Nago                      | 94                               |
| 1710  | Félicitation & Gratitude | Tokugawa Ienobu     | Shō Eki       | Princes Miri, Tomigusuku         | 168                              |
| 1714  | Félicitation & Gratitude | Tokugawa Ietsugu    | Shō Kei       | Princes Kin, Yonagusuku          | 170                              |
| 1718  | Félicitation             | Tokugawa Yoshimune  | Shō Kei       | Prince Goeku                     | 94                               |
| 1748  | Félicitation             | Tokugawa Ieshige    | Shō Kei       | Prince Gushikawa                 | 98                               |
| 1752  | Gratitude                | Tokugawa Ieshige    | Shō Boku      | Prince Nakijin                   | 94                               |
| 1764  | Félicitation             | Tokugawa Ieharu     | Shō Boku      | Prince Yomitanzan                | 96                               |
| 1790  | Félicitation             | Tokugawa Ienari     | Shō Boku      | Prince Ginowan                   | 96                               |
| 1796  | Gratitude                | Tokugawa Ienari     | Shō On        | Prince Ōgimi                     | 97                               |
| 1806  | Gratitude                | Tokugawa Ienari     | Shō Kō        | Prince Yomitanzan                | 97                               |
| 1832  | Gratitude                | Tokugawa Ienari     | Shō Iku       | Prince Tomigusuku                | 78                               |
| 1842  | Félicitation             | Tokugawa Ieyoshi    | Shō Iku       | Prince Urasoe                    | 99                               |
| 1850  | Gratitude                | Tokugawa Ieyoshi    | Shō Tai       | Prince Tamakawa                  | 99                               |

## Source de la traduction
- (en) Cet article est partiellement ou en totalité issu de l’article de Wikipédia en anglais intitulé « Ryukyuan missions to Edo » (voir la liste des auteurs).